# Oyster card

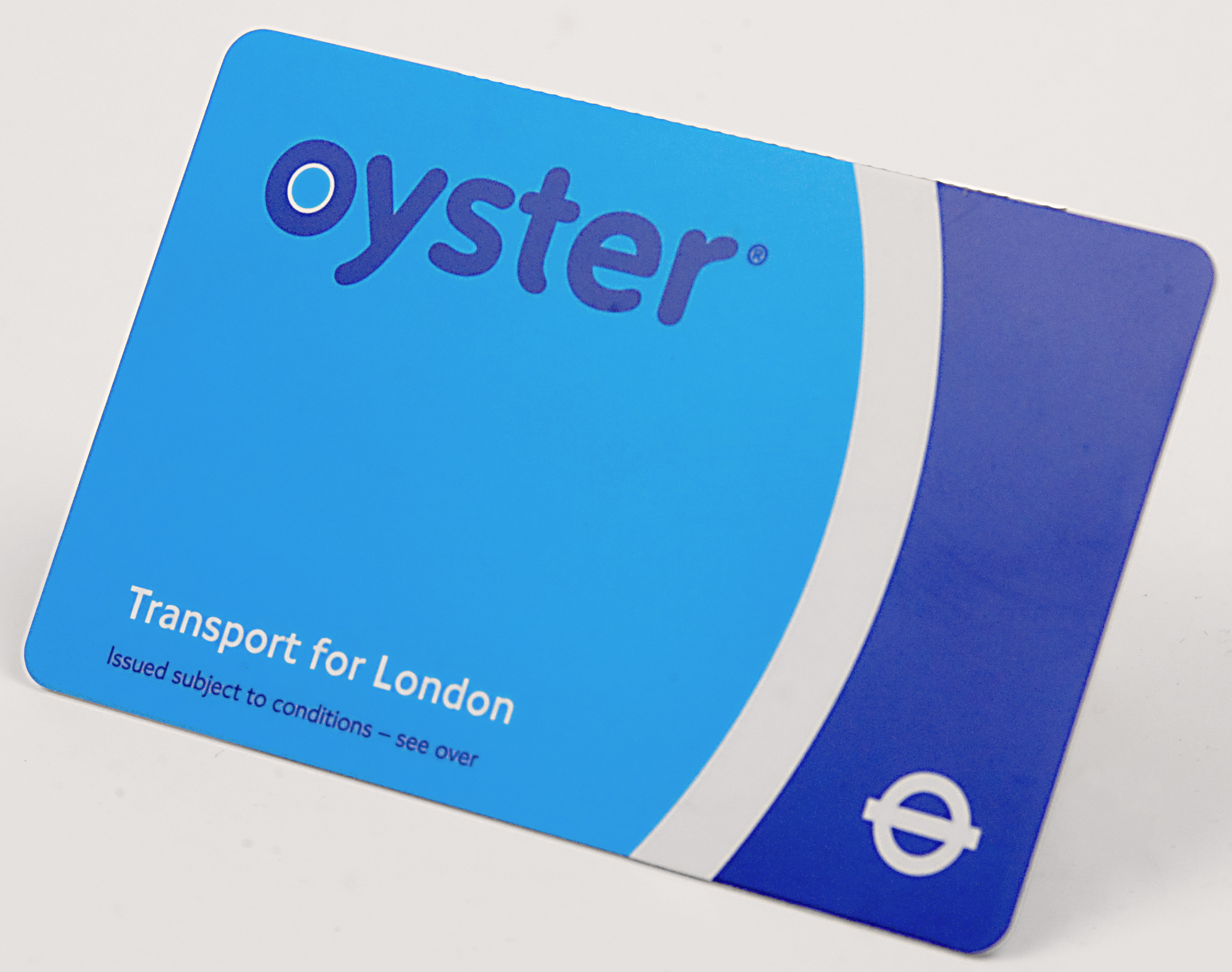
Oyster card

Oyster card je elektronická karta navržená pro použití ve formě elektronické peněženky a schránky na jízdenky pro dopravu v oblasti Velkého Londýna. Používá se od roku 2003, nejprve pro omezený rozsah typů dopravy, který byl dále rozšiřován na většinu druhů městské hromadné dopravy.

## Použití
Oyster card je bezdotyková elektronická karta. Cestující přiloží tuto kartu ke čtečce karet v automatických vstupních branách metra označených výrazným žlutým kruhem při vstupu a výstupu ze stanice. Také každý londýnský linkový autobus je vybaven u vstupních dveří takovouto čtečkou karet. Systém je založen na technologii MIFARE společnosti Philips a je provozován společností TranSys.
Karta může být použita pro nahrání Travelcard platné na dobu jednoho týdne a delší nebo pro použití jako běžná jízdenka. V druhém případě (tento systém je označován jako Pre Pay) je z karty odečtená příslušná částka pokaždé, když cestující vystupuje ze stanice metra nebo Docklands Light Railway anebo když nastupuje do autobusu nebo tramvaje. Příslušná částka je z karty odečtena i v případě překročení hranic zóny Travelcard nahrané na papíru.
Na kartu je možno nahrát až tři časové Travelcard s různou dobou platnosti a pro různé zóny. Na kartu je také možno nahrát různé časové jízdenky pro linkové autobusy. Tuto kartu je možno použít v metru, DLR, tramvajích, linkových autobusech a v Overground.
Dobít finanční zůstatek na kartu je možno v prodejnách jízdenek, na automatech ve stanicích metra, telefonicky nebo na internetu.
Tato karta je platná i v rámci železniční dopravy v rámci Velkého Londýna pokud je platná pro zóny v nichž probíhá cesta, i když systém odečítání jízdného (Pre Pay) je možno použít jen tam kde železnice probíhá souběžně s trasou metra. Nemožnost uplatnění Pre Pay systému je dána odlišnou strukturou cen na železnici.

## Ceny jízdného
Speciální slevy cen jízdného platí pro metro a DLR v době před 6:30 a po 19:00 a po celý den o víkendech.
V únoru 2005 byl zaveden systém omezení maximální ceny jízdného (capping), který zaručuje, že cestujícímu bude odečtena za jeden den maximálně cena odpovídající minimu z ceny jednoduchého jízdného, Travelcard nebo časové jízdenky autobusu za všechny cesty provedené v jeden den.

## Historie
- 2002 – vydání karet personálu Transport for London
- 2003 – karty pro veřejnost s platností na jeden měsíc a více
- 2003 – volné jízdenky (Freedom pass) pro starší obyvatele Londýna na Oyster card
- leden 2004 – systém Pre Pay v metru a DLR
- leden 2004 – možnost vydání jízdenek platných pouze mimo dopravní špičku
- 2004 – jízdenky s měsíční a roční dobou platnosti pouze na Oyster card
- květen 2004 - systém Pre Pay v autobusech
- únor 2005 - omezení maximální ceny jízdného (capping)
- září 2005 - jízdenky s týdenní dobou platnosti pouze na Oyster card
- leden 2006 – rozdíl mezi cenou jednoduché jízdenky a jízdného Oyster card až 200 %